# هرینگتون ۳۲۱۶
سیارک ۳۲۱۶ (به انگلیسی: 3216 Harrington، نامگذاری:1980RB) سه هزار و دویست و شانزدهمین سیارک کشف شده‌است که در ۴ سپتامبر ۱۹۸۰ کشف شد.
قدر مطلق سیارک برابر ۱۴٫۰۰ است.